# Чихладзе, Анзор Ираклиевич
Анзор Ираклиевич Чихладзе (род. 18 августа 1949) — советский футболист, нападающий, советский и российский тренер. Мастер спорта СССР (1971).

## Биография
Воспитанник Детско-юношеской спортивной школы «Торпедо» (Кутаиси). В 1967—1970 годах играл за этот клуб в высшей лиге, сыграл 4 матча. Дебютный матч сыграл 27 сентября 1968 года против луганской «Зари», заменив на 80-й минуте Арвелода Читанаву.
В 1970 году перешёл в клуб «Мешахте» (Ткибули).
В 1971 году перешёл в клуб СКА (Ростов-на-Дону), провёл в нём с перерывом четыре сезона, из них три — в высшей лиге. Участвовал в финальных матчах Кубка СССР по футболу 1971 года.
В дальнейшем играл за клубы «Шахтёр» (Донецк), «Терек» (Грозный), Спартак (Орджоникидзе).
Всего в высшей лиге СССР сыграл 70 матчей и забил 11 голов.
В начале 1990-х годов работал на разных должностях в ростовском СКА, в том числе в июне-июле 1990 года в четырёх матчах исполнял обязанности главного тренера, все эти матчи были проиграны. Позднее работал начальником команды в ФК «Ростов» и спортивным директором в СКА.